# Carcharhinus dussumieri
El tiburón cariblanco (Carcharhinus dussumieri) es una especie de elasmobranquio carcarriniforme de la familia Carcharhinidae .

## Morfología
Los machos pueden alcanzar los 120 cm de longitud total.

## Distribución geográfica
Se encuentra desde el Golfo Pérsico y el Mar de Arabia (entre el Golfo de Omán y Pakistán) hasta Java (Indonesia), el Mar de Arafura, Japón y Australia.